# چو نام جو
چو نام جو (کره‌ای: 조남주؛ زادهٔ ۱۹۷۸) نویسنده و مؤلف اهل کره جنوبی است. او به خاطر رمان سال ۲۰۱۶ خود به نام کیم جی یونگ، متولد ۱۹۸۲ شناخته می‌شود که بیش از یک میلیون جلد فروخته‌است و اغلب به عنوان پیشگام جنبش فمینیستی کره جنوبی از آن یاد می‌شود.

## زندگی شخصی
چو نام جو زادهٔ ۱۹۷۸ در کره جنوبی است. او در بوچئون بزرگ شد و در سن پنج سالگی به همراه خانواده‌اش به سئول نقل مکان کرد.